# FK Kajrat Almaty
FK Kajrat Almaty (kazašsky Қайрат Алматы Футбол Клубы) je fotbalový klub kazachstánské Premjer Ligasy sídlící ve městě Almaty. Byl založen roku 1954. Hřištěm klubu je Centrální stadion v Almaty s kapacitou 23 804 diváků.
Od listopadu 2012 do listopadu 2015 vedl A-mužstvo Kajratu slovenský trenér Vladimír Weiss, který s týmem v sezóně 2013 obsadil konečné 3. místo, jež zaručovalo start v předkole Evropské lize 2014/15. Toto umístění zopakoval i v sezóně 2014, navíc vyhrál kazachstánský pohár, který v roce 2015 s týmem obhájil.

## Úspěchy
- 4× vítěz Premjer Ligasy (1992, 2004, 2020, 2024)[4]
- 9× vítěz kazašského fotbalového poháru (1992, 1996, 1999/00, 2001, 2003, 2014, 2015, 2017, 2018)[5][2]
- 2× vítěz Superpoháru (2016, 2017)

## Účast v evropských pohárech
| Ročník  | Soutěž        | Kolo        | Klub                     | Doma | Venku | Celkem |
| ------- | ------------- | ----------- | ------------------------ | ---- | ----- | ------ |
| 2002/03 | Pohár UEFA    | předkolo    | FK Crvena zvezda         | 0:2  | 0:3   | 0:5    |
| 2005/06 | Liga mistrů   | 1. předkolo | Artmedia Bratislava      | 2:0  | 1:4   | 3:4    |
| 2006/07 | Pohár UEFA    | předkolo    | Videoton FC              | 2:1  | 0:1   | 2:2(v) |
| 2014/15 | Evropská liga | 1. předkolo | FK Kukësi                | 1:0  | 0:0   | 1:0    |
| 2014/15 | Evropská liga | 2. předkolo | Esbjerg fB               | 1:1  | 0:1   | 1:2    |
| 2015/16 | Evropská liga | 1. předkolo | FK Crvena zvezda         | 2:1  | 2:0   | 4:1    |
| 2015/16 | Evropská liga | 2. předkolo | Alaškert Jerevan FC      | 3:0  | 1:2   | 4:2    |
| 2015/16 | Evropská liga | 3. předkolo | Aberdeen FC              | 2:1  | 1:1   | 3:2    |
| 2015/16 | Evropská liga | 4. předkolo | FC Girondins de Bordeaux | 2:1  | 0:1   | 2:2(v) |
| 2016/17 | Evropská liga | 1. předkolo | KS Teuta Durrës          | 5:0  | 1:0   | 6:0    |
| 2016/17 | Evropská liga | 2. předkolo | Maccabi Tel Aviv FC      | 1:1  | 1:2   | 2:3    |
| 2017/18 | Evropská liga | 1. předkolo | FK Atlantas              | 6:0  | 2:1   | 8:1    |
| 2017/18 | Evropská liga | 2. předkolo | KF Skënderbeu Korçë      | 1:1  | 0:2   | 1:3    |
| 2018/19 | Evropská liga | 1. předkolo | UE Engordany             | 7:1  | 3:0   | 10:1   |
| 2018/19 | Evropská liga | 2. předkolo | AZ Alkmaar               | 2:0  | 1:2   | 3:2    |
| 2018/19 | Evropská liga | 3. předkolo | SK Sigma Olomouc         | 0:2  | 1:2   | 1:4    |